# 1065
1065（千六十五、せんろくじゅうご）は自然数、また整数において、1064の次で1066の前の数である。

## 性質
- 1065 は合成数であり、約数は 1, 3, 5, 15, 71, 213, 355, 1065 である。
  - 約数の和は1728。
    - 約数の和が立方数になる15番目の数である。1つ前は1034、次は1113。
- 169番目の楔数である。1つ前は1045、次は1066。
- 各位の和が12になる78番目の数である。1つ前は1056、次は1074。
- 1065 = 13 + 43 + 103
  - 3つの正の数の立方数の和1通りで表せる135番目の数である。1つ前は1054、次は1070。(オンライン整数列大辞典の数列 A025395)
  - 異なる3つの正の数の立方数の和1通りで表せる71番目の数である。1つ前は1035、次は1070。(オンライン整数列大辞典の数列 A025399)

## その他 1065 に関連すること
- 日本プロ野球における通算盗塁数の最高記録は福本豊の1065である。